# Monotrematum
Monotrematum sudamericanum — вимерлий однопрохідний вид з палеоценової (Пелігран) формації Саламанка в Патагонії, Аргентина. Це єдиний однопрохідний, знайдений за межами Океанії.

## Таксономія
Вид, описаний у 1992 році та віднесений до нового роду Monotrematum як тип. На даний момент це єдиний відомий вид роду. Автори порівняли свій викопний матеріал з родом Obdurodon, видом орніторинхів, який вперше був виявлений на австралійських викопних місцях у 1975 році.

## Опис
Monotrematum sudamericanum відомий лише з двох нижніх і одного верхнього качкоподібних зубів. Це єдиний відомий неавстралійський орніторінхід. Головною відмінністю, окрім континенту та віку, є його розмір: зуби Monotrematum приблизно вдвічі більші, ніж у інших подібних видів спорідненого роду Obdurodon. Зуби M. sudamericanum зараз знаходяться в колекціях Museo de La Plata та Museo Paleontológico Egidio Feruglio, обидва в Аргентині.